# إدي موني
إدي موني (بالإنجليزية: Eddie Mooney)‏ هو مغني بريطاني، ولد في 6 أغسطس 1957 في ستوك أون ترينت في المملكة المتحدة.

## وصلات خارجية
- الموقع الرسمي
- إدي موني على موقع IMDb (الإنجليزية)
- إدي موني على موقع ميوزك برينز (الإنجليزية)